# Província de Bubanza
La província de Bubanza és una de les divuit províncies de Burundi, situada al nord-oest del país. Cobreix una àrea de 1.089 km² i el 2008 tenia 338.023 persones. La capital és Bubanza.